# Sauvetage de Juifs pendant la Shoah

Version simplifiée de la médaille décernée aux Justes.

Pendant la Seconde Guerre mondiale, certaines personnes et certains groupes ont secouru des Juifs et d'autres les ont soustraits à la Shoah entreprise par le Troisième Reich. Depuis 1953, Yad Vashem a honoré des milliers de personnes du titre de « Juste parmi les nations » en reconnaissance de leurs actes pour secourir les Juifs victimes de persécution.
Bien que Yad Vashem ne recense pas la totalité des Justes mais seulement les personnes portées à sa connaissance, l'institution recense, en août 2022, 27 921 personnes. Les cinq pays comptant le plus de Justes sont la Pologne (7 177), les Pays-Bas (5 910), la France (4 150), l'Ukraine (2 673) et la Belgique (1 774).
Certains Justes sont honorés à titre collectif, comme les habitants de villages, un mouvement de résistance, etc.

## Albanie
Contrairement à d'autres pays d'Europe de l'Est sous occupation nazie, l'Albanie — dont la population est traditionnellement mélangée entre chrétiens et musulmans — est devenue un asile sûr pour les Juifs. Fin 1938, l'Albanie reste le seul pays d'Europe qui délivre des visas aux Juifs via son ambassade à Berlin. Pendant l'occupation du pays par le Troisième Reich, la population albanaise refuse de livrer sa petite communauté juive aux Allemands et munit même certains Juifs de faux papiers d'identité. Pendant la guerre, environ 2 000 personnes juives se réfugient en Albanie et nombre d'entre elles sont abritées dans les milieux ruraux du pays, où la population locale les protège. À la Libération, la communauté juive d'Albanie est plus nombreuse qu'au début du conflit : c'est le seul pays d'Europe dans ce cas,. Sur 2 000 Juifs au total, seuls cinq Albanais sont assassinés par les nazis,. Découverts par les Allemands, ils sont déportés à Pristina.
En août 2022, Yad Vashem avait reconnu 75 Albanais comme Justes.

## Belgique
En août 2022, Yad Vashem avait reconnu 1 774 Belges comme Justes.

## Bolivie
Entre 1938 et 1941, environ 20 000 Juifs reçoivent des visas pour la Bolivie conformément à un programme agricole. Même si la plupart ont migré vers des pays voisins, comme l'Argentine, l'Uruguay et le Chili, certains sont restés et ont fondé une communauté locale.
En août 2022, Yad Vashem ne recense pas de Bolivien parmi les Justes.

## Bulgarie
En mars 1941, la Bulgarie rejoint les puissances de l'Axe et participe à l'invasion de la Yougoslavie et de la Grèce. Le gouvernement collaborationniste bulgare, dirigé par Bogdan Filov, prête activement son concours à la Shoah dans les territoires occupés. Lors de Pessa'h en 1943, la Bulgarie rafle la grande majorité des Juifs présents en Grèce et en Yougoslavie, les déporte via son propre pays et les livre aux nazis qui les envoient à Treblinka, où la quasi-totalité des victimes sont assassinées. Le gouvernement collaborationniste a déporté un pourcentage supérieur de Juifs, depuis les secteurs grec et macédoniens, que ne l'ont fait les occupants allemands de ces régions,. Des les territoires grecs sous occupation bulgare, les autorités bulgares arrêtent la majorité des membres de la communauté juive lors de la rafle de Pessa'h en 1943,,,,.
Toutefois, la Bulgarie n'a pas participé activement à la Shoah dans ses propres territoires d'avant-guerre ; après plusieurs manifestations de l'archevêque Stefan de Sofia et l'intervention de Dimitar Peshev, la déportation programmé des Juifs bulgare est interrompue. Les autorités ne permettent pas leur déportation dans des camps de concentration.
En août 2022, Yad Vashem avait reconnu 20 Bulgares comme Justes.

## Chine
En août 2022, Yad Vashem avait reconnu 2 Chinois comme Justes : Pan-Jun-Shun et le consul Ho Feng Shan.

## Danemark
En août 2022, Yad Vashem avait reconnu 22 Danois comme Justes, le sauvetage des Juifs mené par la résistance danoise ayant été honoré à titre collectif, à la demande de ses membres.

## Espagne
En Espagne franquiste, plusieurs diplomates concourent activement au sauvetage de Juifs pendant la Shoah. Parmi les plus célèbres se trouvent Ángel Sanz Briz, qui a sauvé quelque 5 000 Juifs hongrois en leur procurant des passeports espagnols, et Eduardo Propper de Callejón, qui a aidé des milliers de Juifs à s'échapper de France vers l'Espagne. D'autres diplomates ont joué un rôle important, comme Bernardo Rolland de Miota (consul d'Espagne à Paris), José Rojas Moreno (ambassadeur à Bucarest), Miguel Ángel de Muguiro (diplomate à l'ambassade de Budapest), Sebastián Romero Radigales (consul à Athènes), Julio Palencia Tubau (diplomate à l'ambassade de Sofia), Juan Schwartz Díaz-Flores (consul à Vienne) et José Ruiz Santaella (diplomate à l'ambassade de Berlin).
En août 2022, Yad Vashem avait reconnu 9 Espagnols comme Justes.

## États-Unis
La politique américaine en matière de visas est très stricte à l'époque. Mais sur l'intervention de son épouse, le président Franklin D. Roosevelt autorise l'octroi de deux-cents visas américains pour les réfugiés arrivés en France. Envoyé par l'organisme Emergency Rescue Committee, Varian Fry va bien au-delà du nombre autorisé, utilise même des moyens illégaux, et réussit à faire sortir de France un millier de réfugiés dont de nombreux Juifs, parmi lesquels Marc Chagall et Hannah Arendt.
Waitstill et Martha Sharp partent pour la Tchécoslovaquie en février 1939 pour aider les réfugiés à Prague, notamment Juifs, avant et après l'invasion par les Allemands, et permettent 254 départs. Forcés de partir en août 1939, ils retournent en Europe et œuvrent à Lisbonne auprès des réfugiés, à Marseille et dans le sud-ouest de la France. Ils cachent des enfants juifs dans les groupes d'enfants qu'ils font sortir de France,.
Au 1er janvier 2020, cinq Justes parmi les nations américains sont reconnus par le Yad Vashem entre 1994 et 2015.

## Finlande
Le Finlandais le plus célèbre pour son investissement dans le sauvetage des Juifs est lgoth Niska (1888–1954). Pendant la période de la Prohibition en Finlande, Niska s'adonne à la contrebande mais il se heurte à des embarras financiers quand elle prend fin en 1932 ; aussi, quand Albert Amtmann, une relation, lui fait part de ses inquiétudes concernant la communauté juive en Autriche, dont il est issu, Niska entrevoit des perspectives d'enrichissement en aidant des personnes juives à sortir d'Allemagne. Le modus operandi ne tarde pas à être mis au point : Niska forge de faux passeports finlandais et Amtmann se charge de trouver des clients, qui grâce à ces documents peuvent quitter l'Allemagne. Au total, Niska falsifie les passeports de 48 Juifs en 1938 et leur vente lui rapport 2,5 millions de mars finlandais. Seuls trois clients ont survécu avec certitude à la Shoah, tandis que vingt autres ont certainement été arrêtés. Le sort des vingt-cinq rescapés restants n'est pas connu,.
En août 2022, Yad Vashem ne recense pas de Finlandais parmi les Justes.

## France

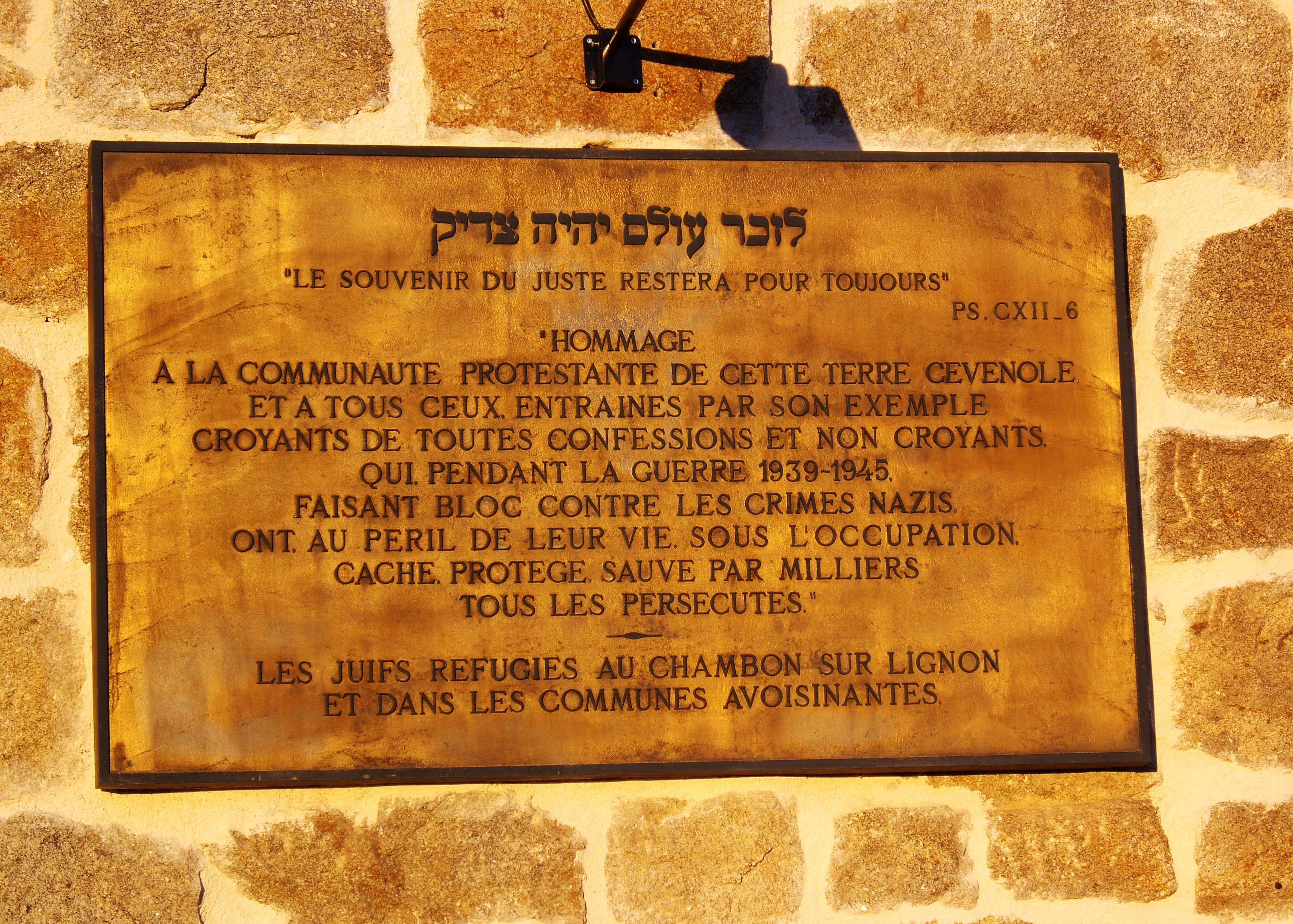
Plaque commémorative du sauvetage des Juifs par les habitants du Chambon-sur-Lignon.

Après juin 1940, l'action des autorités d'occupation et l'adoption de lois antisémites par le régime de Vichy provoquent l'internement des Juifs étrangers. La plupart des organisations juives françaises choisissent dans un premier temps de privilégier l'action sociale, en se conformant aux prescriptions légales. Mais plusieurs organisations décident l'action immédiate, même illégale. Ainsi le comité Amelot assiste des Juifs étrangers et les aide à passer en zone libre ; l'Œuvre de secours aux enfants (OSE) obtient, avec des complicités administratives, la libération d'enfants juifs internés.
Ce sont les rafles de 1941-1942 et le début des déportations qui provoquent l'émoi d'une bonne partie de l'opinion et la prise de conscience de la population juive. Les organisations et réseaux clandestins se mettent alors en place, travaillant souvent ensemble, avec la complicité de certains fonctionnaires pour fabriquer des faux papiers, avec le soutien des certains évêques pour cacher des Juifs dans les maisons religieuses, avec l'aide de la Résistance pour organiser des filières d'émigration clandestine.
Le Père Marie-Benoît est un prêtre capucin qui a aidé quelque 4 000 Juifs à quitter discrètement la zone sous occupation allemande vers la zone libre, ce qui lui a valu le titre de Juste en 1966. La ville du Chambon-sur-Lignon est restée célèbre en raison du sauvetage de plusieurs milliers de Juifs. Le diplomate brésilien Luiz Martins de Souza Dantas a délivré des visas diplomatiques illégaux à des centaines de victimes sous le régime de Vichy, les sauvant ainsi d'une mort presque certaine. Kaddour Benghabrit, recteur de la grande mosquée de Paris, a participé à la falsification des papiers d'identité en faveur de Juifs parisiens sous l'occupation. Il a aussi dissimulé d'autres Juifs dans les locaux de la grande mosquée,,,.
En août 2022, Yad Vashem avait reconnu 4 150 Français comme Justes.

## Grèce
La Fondation pour l'avancement des études et de la culture séfarades note que « On ne saurait oublier les initiatives répétées du métropolite de l'Église de Grèce au siège de Thessalonique, Gennadios, contre les déportations et, surtout, la lettre de protestation officielle signée à Athènes le 23 mars 1943 par l'archevêque Damaskinos et par 27 dirigeants illustres de communautés culturelles, universitaires et professionnelles. Ce document, rédigé en termes vigoureux, fait allusion aux liens inaliénables entre les chrétiens orthodoxes et les Juifs, en décrivant les deux groupes comme Grecs, sans discrimination. Il convient de noter que ce document est un fait unique dans l'ensemble de l'Europe occupée, par ses caractéristiques, son contenu et son objectif ».
Les 275 Juifs de l'île de Zante ont survécu à la Shoah. Quand le maire de l'île, Loukas Karrer (Λουκάς Καρρέρ) reçoit des Allemands l'ordre de livrer la liste des Juifs, l'évêque Chrysostomos ne remet à l'officier nazi qu'un papier portant deux noms : celui du maire et le sien. En outre, l'évêque écrit une lettre à Hitler en personne, pour y annoncer que les Juifs de Zante sont sous sa garde. Entretemps, la communauté de l'île cache la totalité des Juifs locaux.
En août 2022, Yad Vashem avait reconnu 362 Grecs comme Justes.

## Hongrie
De multiples initiatives ont permis d’éviter à des dizaines de milliers de Juifs l’extermination. Rudolf Kastner a participé à plusieurs d’entre elles.

## Italie
Malgré l'alliance étroite entre Benito Mussolini et Adolf Hitler, l'Italie ne reprend pas l'idéologie génocidaire nazie à l'encontre des Juifs. Les nazis se sentent frustrés devant le refus opposé par l'armée italienne dans la coopération pour rafler les Juifs, qui n'ont pas été déportés d'Italie avant l'occupation du pays par l'Allemagne à la suite de la capitulation italienne en septembre 1943.
Dans les secteurs croates annexés par l'Italie, l'envoyé nazi Siegfried Kasche (en) prévient Berlin que l'armée italienne a « apparemment été influencée » par l'opposition du Vatican contre l'antisémitisme allemand. À mesure que grandit le sentiment de rejet contre l'Axe Rome-Berlin-Tokyo, les messages diffusés sur Radio Vatican pour relayer les critiques du pape Pie XII concernant l'extermination raciste et l'antisémitisme ont suscité la colère des nazis. Mussolini est renversé en juillet 1943 et les nazis viennent occuper l'Italie et rafler les Juifs.
Selon Martin Gilbert, en octobre 1943, tandis que les Schutzstaffel occupent Rome et se préparent à déporter les 5 000 Juifs de la ville, le clergé du Vatican ouvre ses sanctuaires à tous les « non-Aryens » exposés au danger, dans l'espoir de bloquer la déportation : « Le clergé catholique de la ville a agi avec célérité. Au couvent capucin de la Via Siciliano, le père Benoit a sauvé un grand nombre de Juifs en leur remettant de faux papiers [...]. Au matin du 16 octobre, un total de 4 238 Juifs avait reçu asile dans les nombreux monastères et couvents de Rome. D'autres - 477 Juifs étaient hébergés au Vatican et dans ses enclaves ». Gilbert attribue à cet effort rapide de l'Église le sauvetage des quatre cinquièmes des Juifs romains.
D'autres membres de la communauté catholique en Italie se sont portés au secours de Juifs. Voir : Sauvetage de Juifs par des catholiques pendant la Shoah (en)
En août 2022, Yad Vashem avait reconnu 744 Italiens comme Justes.

## Japon

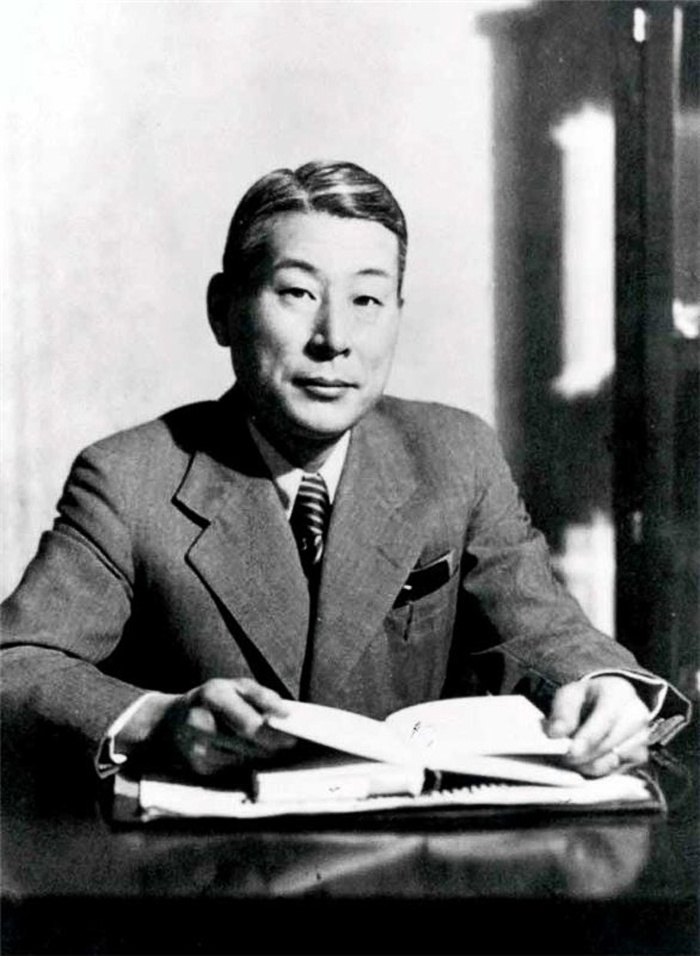
Chiune Sugihara, consul général japonais en poste à Kaunas, malgré les politiques de son pays, a délivré des milliers de visas aux Juifs.

Le gouvernement japonais s'assure de la sécurité des Juifs en Chine, au Japon et en Mandchourie. Le général Hideki Tōjō accueille des réfugiés juifs conformément à la politique nationale du Japon et rejette les protestations allemandes.
En août 2022, Yad Vashem avait reconnu un Japonais comme Juste : le consul Chiune Sugihara.

## Lituanie
Après l'invasion et l'occupation de la Pologne par le Troisième Reich et l'Union soviétique à partir de septembre 1939, la république de Lituanie admet et loge nombre de réfugiés Polonais et Juifs ainsi que des soldats issus de l'armée polonaise vaincue. Une partie de ces réfugiés est ensuite sauvée des soviétiques (et, à terme, des nazis) par Chiune Sugihara, diplomate japonais en poste à Kaunas, ainsi que Jan Zwartendijk, diplomate néerlandais après l'occupation soviétique entamée le 15 juin 1940.
De même que dans d'autres pays, les sauveteurs de Lituanie sont issus de différents milieux sociaux. Les personnalités les plus célèbres sont le bibliothécaire Ona Šimaitė, le médecin Petras Baublys (lt), l'écrivain Kazys Binkis (en) et son épouse, la journaliste Sofija Binkienė, le musicien Vladas Varčikas, l'écrivaine et traductrice Danutė Zubovienė (Čiurlionytė) et son époux Vladimiras Zubovas, le médecin Elena Kutorgienė (en), l'aviateur Vladas Drupas, le médecin Pranas Mažylis, le prêtre catholique Juozapas Stakauskas, l'enseignant Vladas Žemaitis, la carmélite Maria Mikulska, entre autres. Dans le village de Šarnelė, la famille Straupiai (Jonas et Bronislava Straupiai ensemble, avec leurs voisins Adolfina et Juozas Karpauskai) ont sauvé neuf familles, soit vingt-six personnes.
En août 2022, Yad Vashem avait reconnu 918 Lituaniens comme Justes.

## Norvège
En août 2022, Yad Vashem avait reconnu 67 Norvégiens comme Justes.

## Pays-Bas
Au regard de la population néerlandaise en 1940 — neuf millions de personnes — les 5 516 Juifs secourus représentent le taux le plus élevé : 1 Néerlandais sur 1 700 est reconnu comme Juste parmi les nations. Parmi les plus célèbres figurent :
- Le village de Nieuwlande (117 habitants) qui a attribué à chaque foyer un quota de Juifs à sauver.
- Les participants à la grève de février 1941, soit environ 300 000 à 500 000 personnes qui ont lancé la première grève d'Europe occupée contre la persécution des Juifs par les nazis.
- Caecilia Loots (en), enseignante et résistante antifasciste, qui a sauvé des enfants juifs[48].
- Marion van Binsbergen qui a participé au sauvetage d'environ 150 Juifs néerlandais, en majorité des enfants, tout au long de l'occupation du pays par l'Allemagne[49],[50].
- Tina Strobos, qui a secouru plus de cent victimes juives en les cachant dans sa maison et en leur procurant de faux papiers pour sortir du pays[51].

En août 2022, Yad Vashem avait reconnu 5 910 Hollandais comme Justes.

## Philippines
Manuel L. Quezon, premier Commonwealth des Philippines, en coopération avec Haut Commissaire (en) américain Paul V. McNutt (en), facilite les procédures d'immigration pour les réfugiés juifs qui fuient les régimes fascistes d'Europe, tout en essuyant des critiques de la part de détracteurs contaminés par la propragande selon laquelle l'installation de Juifs représente une menace pesant sur le pays,,. Quezon offre, en tant que prêt sur dix ans au Comité des réugiés juifs à Manille, un terrain jouxtant sa propre maison familiale à Marikina. Le terrain servirait à héberger des réfugiés sans-abri.
En août 2022, Yad Vashem ne recense pas de Philippin parmi les Justes.

## Pologne

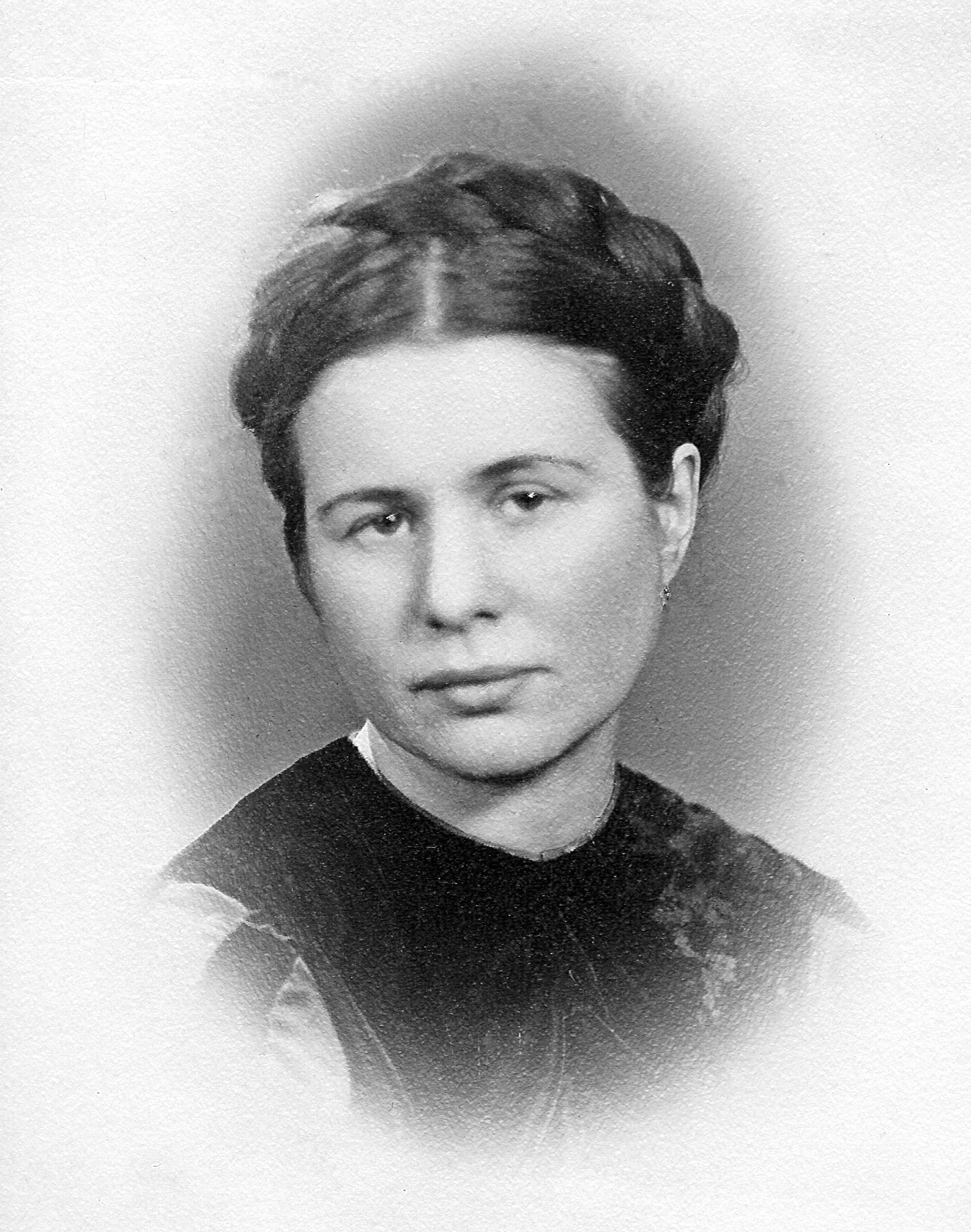
Irena Sendler, membre de Żegota.

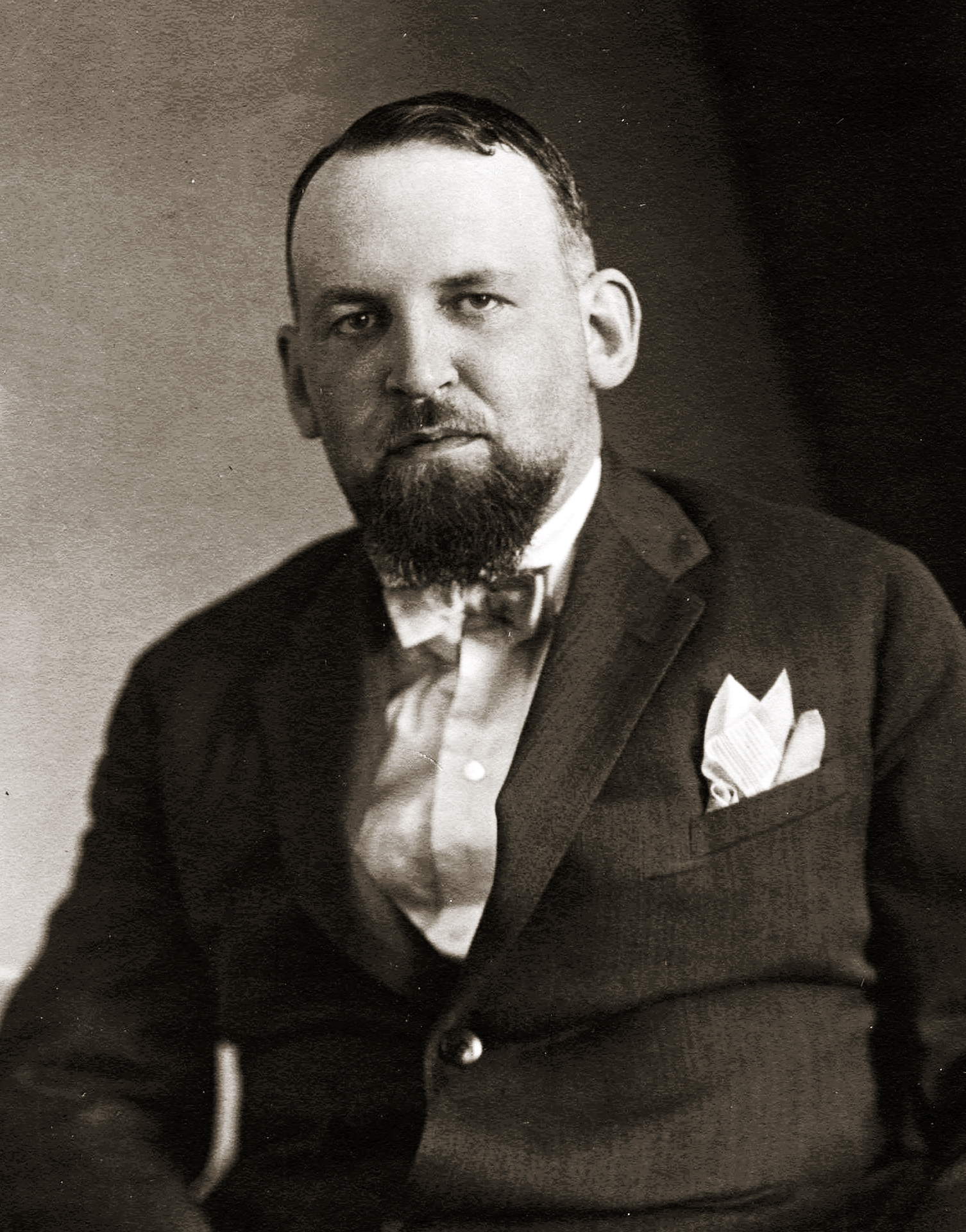
Aleksander Ładoś

En Pologne, trois millions de Juifs ont été assassinés pendant la Shoah, soit 90 % de la population juive du pays.
Le nombre de sauvetages traditionnellement avancé oscille entre 100 000 et 150 000 personnes[source insuffisante]. Le mémorial du centre d'extermination de Bełżec cite 60 000 Juifs assassinés et 1 500 Polonais qui ont tenté de sauver des victimes juives. Des milliers de Polonais sont honorés du titre de Juste et en forment le plus important contingent national. D'après Martin Gilbert, « les Polonais qui ont mis en jeu leur propre vie pour sauver des Juifs représentent réellement une exception. Mais ils étaient présents dans l'ensemble du pays, dans chaque village ».
Située en Pologne et plus précisément dans le Gouvernement général de Pologne et dans le Protectorat de Bohême-Moravie, l'usine Deutsche Emailwarenfabrik d'Oskar Schindler, a permis de recueillir et de sauver entre 1 100 et 1200 juifs, afin de les faire travailler en échange de leur sécurité. Cette usine est désormais devenue un musée où est retracée l'action d'Oskar Schindler mais aussi l'évolution de la ville de Cracovie durant la Seconde Guerre mondiale.
Les ressortissants polonais reconnus comme Justes incluent 700 personnes ayant perdu la vie en s'efforçant de secourir leurs voisins juifs. Certains membres illustres de la résistance ont couru de graves risques personnels, comme Witold Pilecki et Jan Karski.
Quand le renseignement de l'Armia Krajowa découvre le sort des déportés issus des ghettos juifs, le Conseil pour aider les Juifs - Rada Pomocy Żydom, ou Żegota de son nom de code) est fondé fin 1942. Les résistants forgent de faux papiers et placent les enfants dans des logements sûrs et des réseaux d'églises. Ce mouvement est fondé par deux femmes : l'écrivain et militante catholique Zofia Kossak-Szczucka et la socialiste Wanda Krahelska. Certains membres du mouvement avaient coopéré avec des groupes polonais nationalistes, qui étaient hostiles aux Juifs, mais ces membres étaient frappés par la barbarie des meurtres que commettaient les nazis.
Lors du procès de Żegota en 1948-1949, le régime (soutenu par Staline) fondé en Pologne après-guerre a jugé et emprisonné les principaux survivants de Żegota dans le cadre d'une campagne pour éradiquer et salir les figures de la résistances susceptibles de menacer le nouveau gouvernement.
Les Juifs ont aussi reçu des secours de la part de diplomates hors de Pologne. Le Groupe Ładoś était constitué de diplomates polonais et de militants juifs qui, en Suisse, organisent un système de production illégale de faux passeports sud-américain afin de sauver des Juifs européens de la Shoah. Environ 10 000 Juifs ont ainsi reçu ces passeports, dont plus de 3 000 ont échappé à la Shoah. Les efforts du Groupe Ładoś sont documentés auprès des Archives Eiss (en),. D'autres Polonais à l'étranger ont secouru des Juifs, comme Henryk Sławik qui, en Hongrie, a participé à sauver plus de 30 000 réfugiés polonais, dont 5 000 étaient juifs, en leur remettant de faux passeports polonais les présentant comme catholiques.
En août 2022, Yad Vashem avait reconnu 7 177 Polonais comme Justes.

## Portugal
(août 2022).
En août 2022, Yad Vashem avait reconnu trois Portugais comme Justes (Aristides de Sousa Mendes, Joaquim Carreira et Carlos Sampaio Garrido).

## Serbie
Après l'invasion de la Yougoslavie, le pays passe sous occupation allemande et il est partagé en plusieurs secteurs occupés par l'Italie, la Hongrie, la Bulgarie et l'Albanie. Un régime fantoche instauré par l'Allemagne et l'Italie forme l'État indépendant de Croatie. Après une vaste campagne de bombardements sur les principales villes serbes, la Serbie est dotée d'un gouvernement fantoche dirigé par Milan Nedić. Aux côtés de l'armée allemande, les Tchetniks serbes, le Corps de volontaires serbes et la Garde nationale serbe collaborent pour persécuter les Juifs en Serbie, en Voïvodine sous occupation hongroise et dans le territoire sous contrôle des oustachis croates. Les Juifs serbes qui ne sont pas déportés dans les camps de concentration en Allemagne périssent dans des camps locaux, comme ceux de Sajmište et de Banjica (ce dernier est géré à la fois par le gouvernement Nedic et par l'armée allemande), ou déportés dans les camps oustachis, comme celui de Jasenovac, pour y être assassinés. Les Juifs vivant dans les secteurs sous contrôle hongrois sont exposés au risque d'exécutions massives, comme à Novi Sad (en) en 1942.
Au cours de cette période, des civils serbes participent au sauvetage de milliers de Juifs yougoslaves. En août 2022, Yad Vashem avait reconnu 139 Serbes comme Justes.